# Groupe de NGC 2487
Le groupe de NGC 2487 comprend au moins quatre galaxies situées dans la constellation des Gémeaux. La distance moyenne entre ce groupe et la Voie lactée est d'environ 72,6 Mpc (∼237 millions d'al). 

## Membres
Le tableau ci-dessous liste les quatre galaxies du groupe indiquées dans l'article de A.M. Garcia paru en 1993. 
| Nom      | Class. | Type           | α (J2000.0)   | δ (J2000.0) | Vitesse radiale (km/s) | m              | Distance (Mpc) | Diamètre (kal) |
| -------- | ------ | -------------- | ------------- | ----------- | ---------------------- | -------------- | -------------- | -------------- |
| NGC 2486 | Sa     | Spirale        | 07h 57m 56.5s | 25° 09′ 39″ | 4649 ± 2               | 13,3           | 71,5 ± 5,0     | 155            |
| NGC 2487 | SB(r)c | Spirale barrée | 07h 58m 20.4s | 25° 08′ 57″ | 4827 ± 2               | 12,5           | 74,2 ± 5,2     | 171            |
| NGC 2498 | SBa    | Spirale barrée | 07h 59m 38.8s | 24° 58′ 56″ | 4720 ± 10              | 13,4           | 72,6 ± 5,1     | 69             |
| UGC 4099 | SB(r)b | Spirale barrée | 07h 55m 48.7s | 24° 42′ 22″ | 4684 ± 3               | 12,618 ± 0,004 | 72,0 ± 5,1     | 130            |

Le site DeepskyLog permet de trouver aisément les constellations des galaxies mentionnées dans ce tableau ou si elles ne s'y trouvent pas, l'outil du site constellation permet de le faire à l'aide des coordonnées de la galaxie. Sauf indication contraire, les données proviennent du site NASA/IPAC. 